# Große Gilde (Riga)

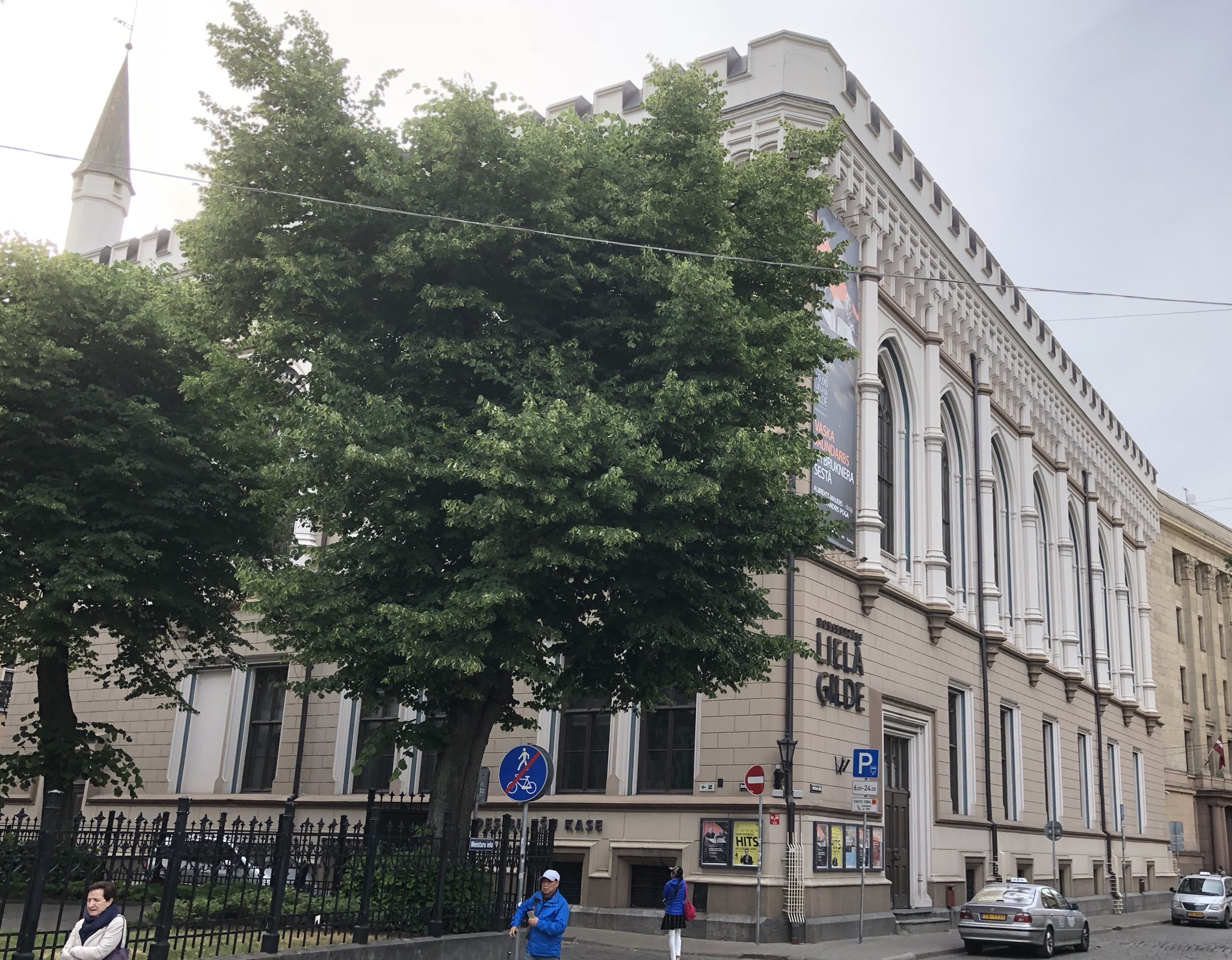
Große Gilde, 2018

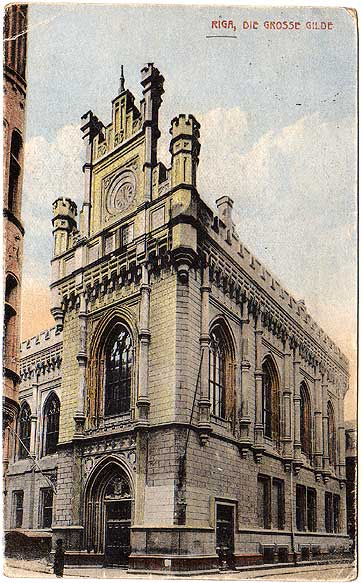
1918

Die Große Gilde (lettisch Lielā ģilde), auch St.-Marien-Gilde oder Stube von Münster, ist ein denkmalgeschütztes Gebäude in der lettischen Hauptstadt Riga. Es dient heute insbesondere für Konzertveranstaltungen der Rigaer Philharmonie.

## Lage
Er befindet sich in der Rigaer Altstadt auf der Nordseite der Gildstubenstraße (Amatu iela) in einer Ecklage an der Einmündung auf die Meisterstraße (Meistaru iela) an der Adresse Gildstubenstraße 6. Etwas weiter südlich steht die Kleine Gilde.

## Architektur und Geschichte
Die Große Gilde war die Gilde der zumeist deutschen Großkaufleute Rigas, die Seehandel betrieben. Das Wappen der Gilde zeigt darauf bezugnehmend ein Schiff. Allerdings gehörten der Großen Gilde auch Pastoren, höhere Beamte und reiche Bürger an.
In den Jahren von 1854 bis 1859 wurde das heutige Haus der Großen Gilde nach Plänen von Karl Beyne unter Einbeziehung eines historischen Vorgängerbaus im Stil der Neogotik errichtet. Hierbei lehnte man sich insbesondere an die englische Gotik an, so finden sich für den Tudorstil typische Bögen. Im Erdgeschoss blieb dabei der gewölbte zweischiffige Gildesaal, die sogenannt Münsterstube, erhalten. Dort befand sich ein vom Anfang des 15. Jahrhunderts stammendes, Docke genanntes, geschnitztes Marienbild. Unterhalb der Docke stand dann jeweils der Dockmann genannte Sprecher bei Ansprachen zu den Versammelten. Außerdem bemerkenswerte Ausstattungsstücke des Gildesaals waren die Kronleuchter, die Reste eines Altarschreins Tod der Maria sowie die historische Bühne der Musiker, die Pfeiferbank. In der an den Gildesaal angrenzenden Brautkammer befindet sich ein aus Sandstein gefertigter Renaissancekamin aus dem Jahr 1633. In der Hochzeitskammer hatten bis ins 18. Jahrhundert hinein, nachdem die Hochzeit auf der Gildestube gefeiert worden war, die Brautleute die Hochzeitsnacht zu verbringen. In der Kammer befanden sich darüber hinaus Ölporträts einiger Regenten. Gildesaal und Brautkammer stammen aus der Zeit vor 1330 und werden auch Klosterkeller genannt. Im 14. Jahrhundert hatte der Deutsche Orden das Gebäude besetzt. 1353 gab der Ordensmeister Goswin von Herike das Haus zurück, nachdem als Ersatz für eine 1297 zerstörte Burg eine neue Burg an der Düna fertiggestellt war. Ein Glasbild im Treppenhaus stellte die Rückgabe dar.
Im oberen Geschoss befindet sich der große Festsaal mit den Wappen der Ältesten. Überspannt wird der Saal von einer hölzernen Decke.
Bei dem Neubau von 1854 bis 1859 wurde ein ursprünglich über dem Haupteingang befindlicher reich verzierter Renaissancegiebel entfernt. Zugleich wurde das Haus über seine ursprünglichen Baugrenzen und insbesondere den ursprünglichen Verlauf der Rigaer Stadtmauer hinaus erweitert.
1899 wurde der untere zweischiffige Saal mit einem die Wappen von Hansestädten zeigenden Wappenfries geschmückt. Zeitweise wurde ein Restaurant Klosterkeller betrieben.
In Kriegen wurden wesentliche Teile der Einrichtung zerstört oder gingen verloren. 1963 kam es zu einem Brand, so dass 1965 eine Rekonstruktion erfolgte. Dabei wurde ein neues Vestibül angebaut und die Einrichtung für den Zweck des Konzertbetriebes angepasst.
Seit dem 29. Oktober 1998 ist die Große Gilde gemeinsam mit der Kleinen Gilde als Komplex unter der Nummer 6534 im lettischen Denkmalverzeichnis eingetragen.

## Persönlichkeiten
Die nachfolgenden Personen hatten Ämter in der Großen Gilde inne (sortiert nach Geburtsdatum), die Aufzählung erhebt keinen Anspruch auf Vollständigkeit:
- Ewert Otting (1548–1581), Ältermann
- Joachim Welling (1587–1636), 1620 Ältester
- Johann Witte, der Dithmarscher (* vor 1614), Ältester
- Johann Gottsleben (1620–1684), Dockmann, Ältermann
- Johann von Reutern (1666–1714), ab 1703 Ältermann
- Johann Hollander (1669–1732), Ältermann
- Heinrich Berens (1699–1778), ab 1749 Ältester
- Peter Heinrich d.Ä. Blanckenhagen (1723–1794), ab 1763 Ältester
- Jakob Friedrich Wilpert (1741–1812), 1782–1784 Ältester, 1797 Ältermann
- Ludwig Grave (Kaufmann) (?–1796), Ältermann
- Jacob Johann Berckhöltz (1750–1812), Ältester
- Johann Andreas Lemcke (1798–1862), 1840–1862 Ältermann
- Nicolai Kymmel (1816–1905), von 1862 bis 1868 Ältermann
- Alexander Faltin (1819–1899), Ältermann
- August Mentzendorff (1821–1901), Ältester ab 1870
- Nicolaus Busch (1864–1933), 1903 Sekretär
- Robert Erhardt (1874–1941), Ältester

Einfache Mitglieder waren darüber hinaus unter anderem Adam Hinrich Schwartz (1678–1762), Johann Christoph Wöhrmann (1784–1843) und Christian August Berkholz (1805–1889).